# Riukiupeltis jamashinai
Riukiupeltis jamashinai är en mångfotingart som beskrevs av Karl Wilhelm Verhoeff 1939. Riukiupeltis jamashinai ingår i släktet Riukiupeltis och familjen orangeridubbelfotingar. Inga underarter finns listade i Catalogue of Life.